# Au fil des jours (série télévisée, 2017)
Pour les articles homonymes, voir Au fil des jours.
Au fil des jours ou Un jour à la fois au Québec (One Day at a Time, abrégé en ODAAT) est une série télévisée américaine basée sur la série éponyme de 1975 développée par Gloria Calderón Kellett et Mike Royce. Elle est diffusée entre le 6 janvier 2017 et le 8 février 2019 dans le monde entier sur Netflix, puis en 2020 sur la chaîne Pop.

## Synopsis
Au fil des jours se concentre sur une famille américaine d'origine cubaine de Los Angeles, composée de Penelope Alvarez dite Lupita, une mère célibataire infirmière et ex-militaire, de ses deux enfants, Elena et Alex, ainsi que de sa mère, Lydia.

## Distribution

### Acteurs principaux
- Justina Machado (VF : Sophie Riffont) : Penelope Alvarez dite Lupita ou Lupe
- Rita Moreno (VF : Cathy Cerdà) : Lydia Riera dite Abuela
- Todd Grinnell (VF : Sébastien Desjours) : Dwayne Patrick Schneider dit Pat
- Isabella Gomez (VF : Adeline Chetail) : Elena Alvarez dite Blanquita
- Marcel Ruiz (VF : Kaycie Chase) : Alex Alvarez dit Papito
- Stephen Tobolowsky (VF : Philippe Catoire) : Dr Leslie Berkowitz

Photos des acteurs principaux
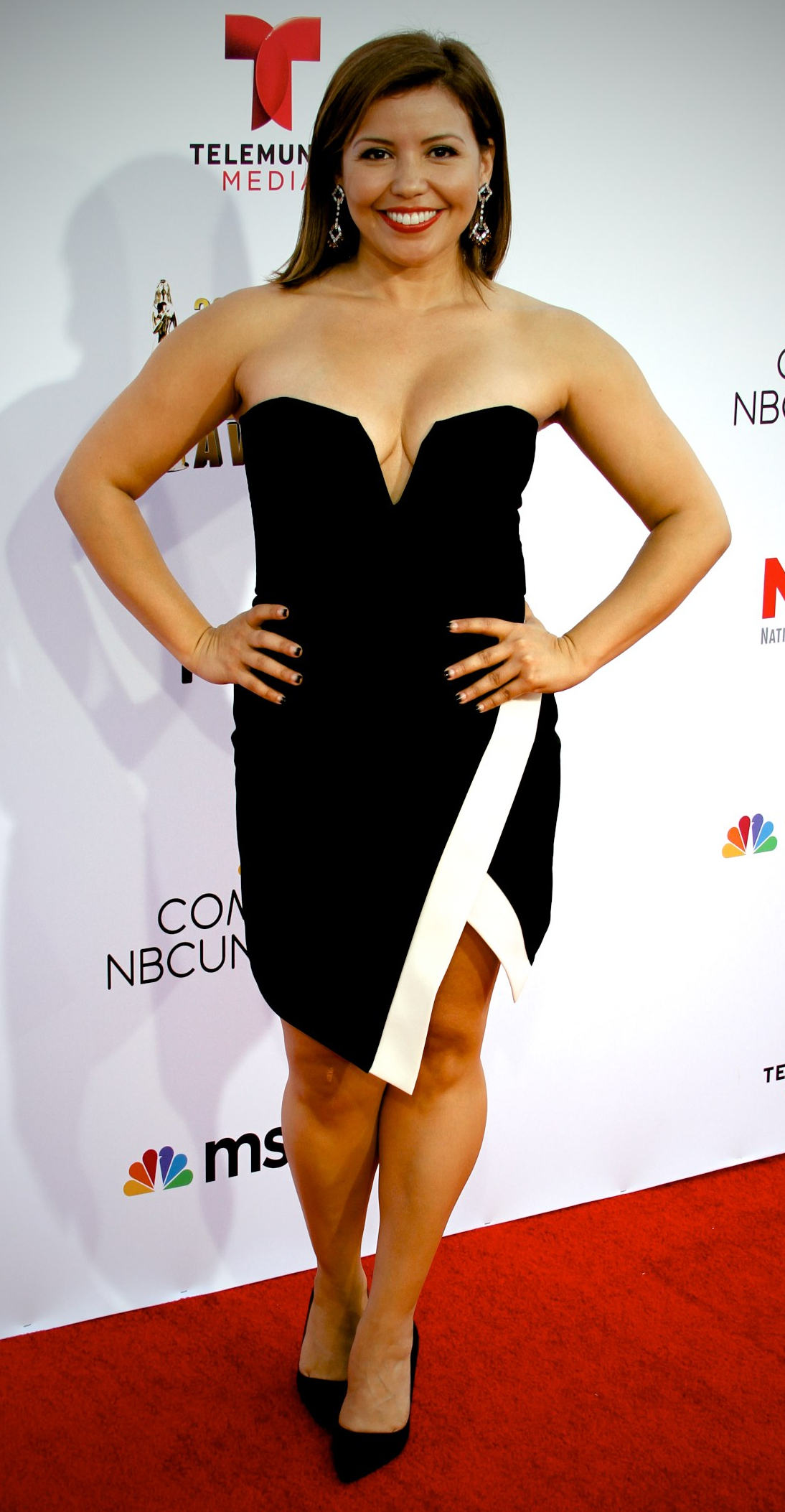
Justina Machado dans le rôle de Penelope Alvarez.
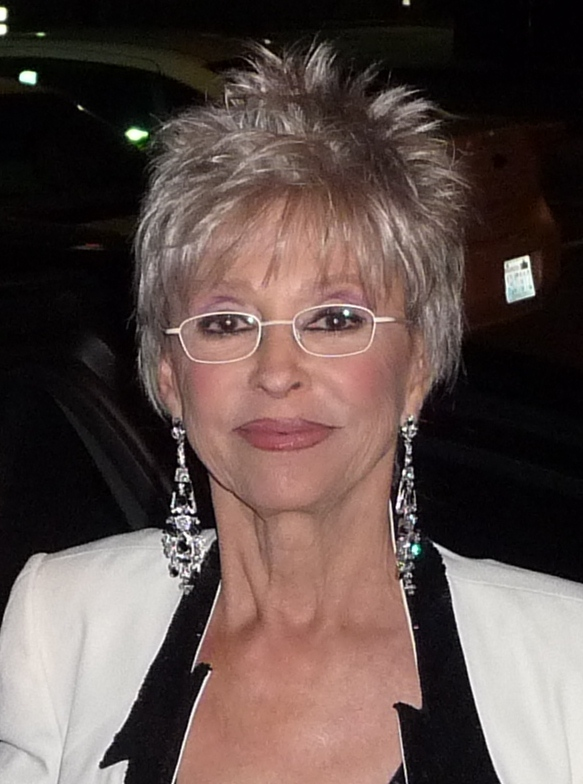
Rita Moreno dans le rôle de Lydia Riera.
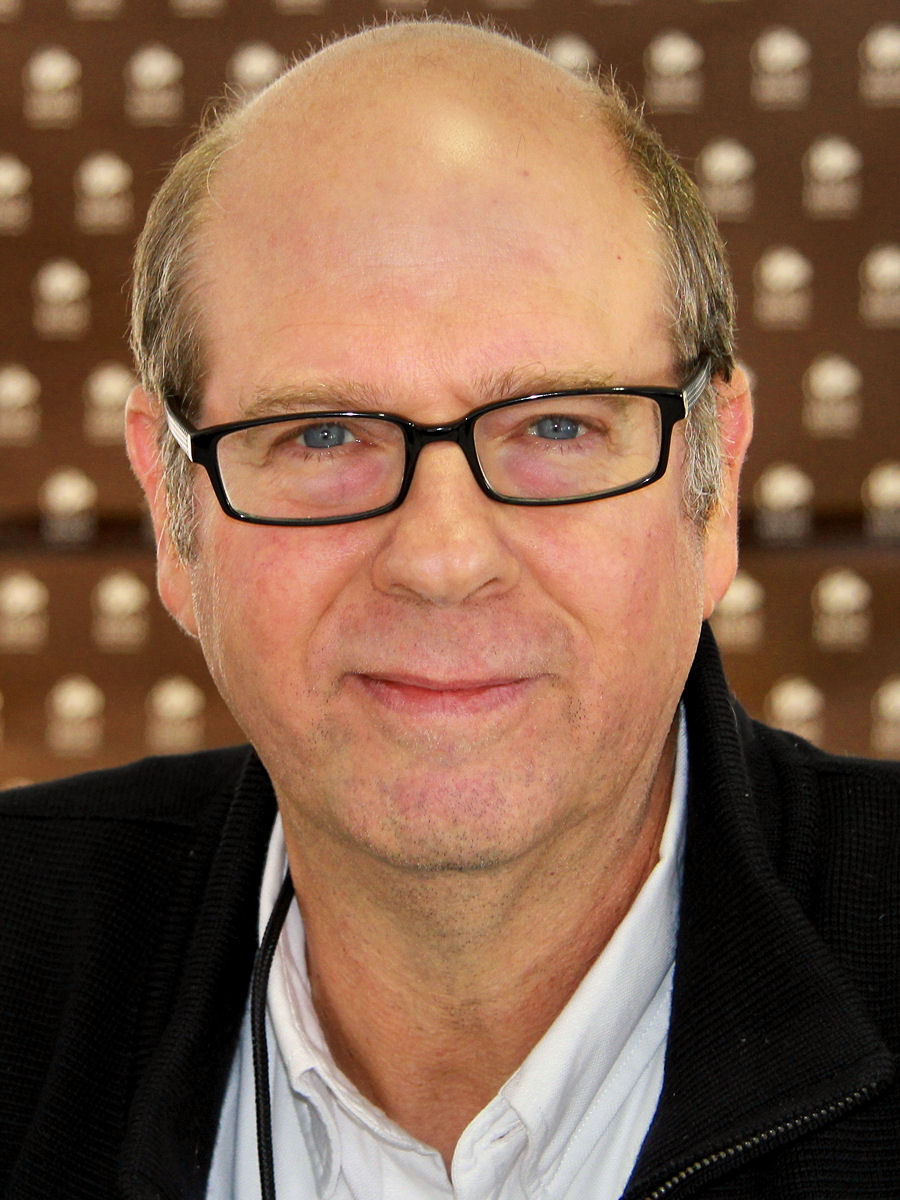
Stephen Tobolowsky dans le rôle du Dr Leslie Berkowitz.
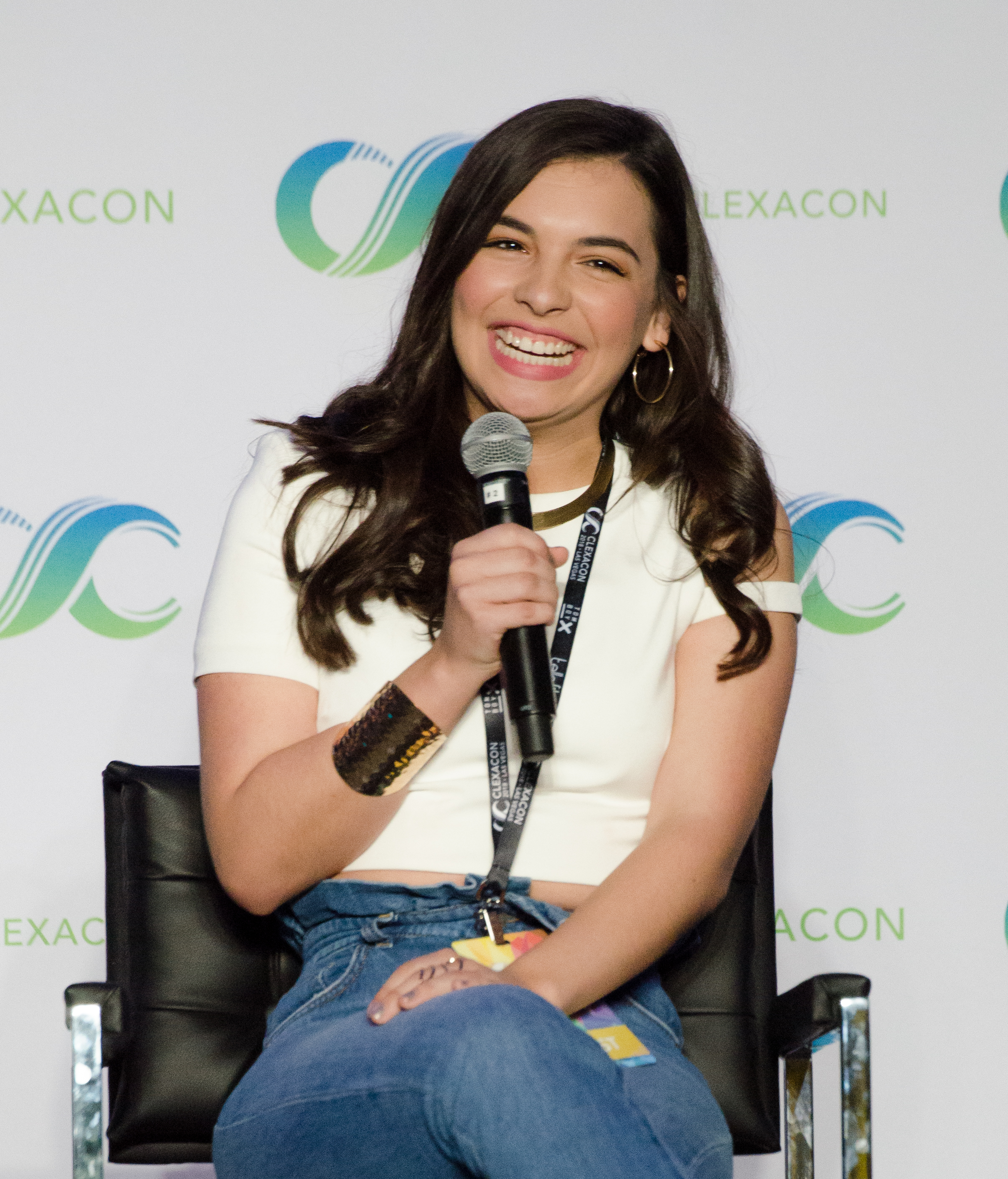
Isabella Gomez dans le rôle d'Elena Alvarez.

### Acteurs récurrents
- Eric Nenninger (VF : Pierre Tissot) : Scott
- Fiona Gubelmann (VF : Kelvine Dumour) : Lori
- Ariela Barer (VF : Anne-Sophie Denis) : Carmen
- Froy Gutierrez (VF : Tom Boutry) : Josh Flores
- Haneefah Wood (VF : Virgine Emane) : Jill Riley
- Ed Quinn : Max Ferraro

### Invités
- Mackenzie Phillips (VF : Théodora Mytakis) : Pam Valentine
- Judy Reyes (VF : Caroline Pascal) : Ramona
- Cedric Yarbrough : Jerry
- Tony Plana (VF : Bernard Tiphaine) : Berto
- James Martinez (en) (VF : Guillaume Beaujolais) : Victor Alvarez
- Jay Hayden (en) : Ben
- Jolie Jenkins : Nikki
- Sheridan Pierce : Syd

Version française
- Direction artistique : Barbara Delsol[2]
- Adaptation : Jean-Yves Jaudeau et Marianne Whiteside.

 Source et légende : version française (VF) sur RS Doublageet DSD

## Production

### Développement
Le 11 janvier 2016, la plateforme Netflix annonce la commande d'une première saison du remake de la série One Day at a Time, feuilleton diffusé de 1975 et 1984 sur le réseau CBS. Elle sera composée de treize épisodes,.
Le 27 juillet 2016, Netflix annonce que la première saison sera disponible à partir du 6 janvier 2017 sur sa plateforme.
Le 4 mars 2017, Netflix annonce la reconduction de la série pour une deuxième saison,.
Le 26 mars 2018, la série a été reconduite pour une troisième saison de treize épisodes, pour une diffusion en février 2019 sur Netflix,.
Le 14 mars 2019, Netflix annonce l'arrêt de la série. Cette décision entraîne une vague de contestation des fans sur les réseaux sociaux. La série est notamment appréciée pour sa représentation de la communauté latine ainsi que la mise en lumière d'un personnage adolescent ouvertement homosexuel. L'insatisfaction est soutenue par Sony Pictures Television, qui souhaite aussi poursuivre la série et cherche un repreneur.
En avril 2019, des négociations entre Sony Pictures Television, Netflix ainsi que la créatrice Gloria Calderón Kellett sont en cours afin de trouver une solution pour racheter la série. En effet, le service de vidéo à la demande CBS All Access s'étant positionné afin de récupérer les droits de diffusion de la série.
Après des mois de mobilisation, la série est finalement reprise par la chaîne Pop (en) (chaîne spécialisée américaine de CBS Corporation) qui renouvelle le programme pour une quatrième saison, qui sera ensuite proposée en rediffusion sur le réseau CBS,.
Le 8 décembre 2020, il est annoncé que la série est définitivement annulée après que la chaîne Pop ait refusé de commander une cinquième saison et que les créateurs n'ait pas trouvé de nouvelles chaîne pour accueillir la série.

### Distributions des rôles
En janvier 2016, lors de l'annonce de la commande de la série a été annoncé que Rita Moreno rejoint la série.
En février 2016, Justina Machado rejoint le casting dans le rôle principal de la série sous les traits de Penelope.
Courant mars 2016, Stephen Tobolowsky vient grossir la distribution en obtenant le rôle du Dr Berkowitz suivi par Marcel Ruiz qui sera Alex, le fils de Penelope et Isabella Gomez qui sera Elena, la fille de Penelope.
En avril 2016, Todd Grinnell est annoncé dans le rôle de Dwayne Schneider.
En mai 2016, Eric Nenninger et Fiona Gubelmann rejoignent la distribution secondaire dans les rôles respectifs de Scott et Lori.

## Épisodes

### Première saison (2017)
1. La Quinceañera (This Is It)
2. Sexistes (Bobos and Mamitas)
3. La Dispute (No Mass)
4. Le Phénomène bonhomme de neige (A Snowman's Tale)
5. Meilleures amies (Strays)
6. Adieu Mme Resnick (The Death of Mrs. Resnick)
7. Ne quittez pas, s'il vous plait (Hold, Please)
8. Au fil des mensonges (One Lie at a Time)
9. Viva Cuba ! (Viva Cuba)
10. La Discussion (Sex Talk)
11. Orgueil et préjugés (Pride and Prejudice)
12. L'Ouragan Victor (Hurricane Victor)
13. Princesse d'un jour (Quinces)

### Deuxième saison (2018)
Elle a été publiée en intégralité sur le service Netflix le 26 janvier 2018.
1. Le Grand Tournant (The Turn)
2. Les Études (Schooled)
3. Folle de Dani (To Zir, With Love)
4. Racines (Roots)
5. Bloqués (Locked Down)
6. Trouve-toi un job ! (Work Hard, Play Hard)
7. Exclusifs (Exclusive)
8. Ce qui s'est passé (What Happened)
9. Salut, Penelope (Hello, Penelope)
10. Le Garage (Storage Wars)
11. Le Bal du lycée (Homecoming)
12. Lydia l'Américaine (Citizen Lydia)
13. Pas encore (Not Yet)

### Troisième saison (2019)
Elle a été publiée en intégralité sur le service Netflix le 8 février 2019.
1. Un enterrement providentiel (The Funeral)
2. À l'extérieur (Outside)
3. Les Enchères (Benefit with Friends)
4. Unis pour la vie (Hermanos)
5. Couper l'herbe sous le pied (Nip It in the Bud)
6. Au fil des jours de la Saint-Valentin (One Valentine's Day at a Time)
7. La Première Fois (The First Time)
8. Zéro de conduite (She Drives Me Crazy)
9. Les Crises d'angoisse (Anxiety)
10. Les Cuticules (The Man)
11. Le Bond en avant (A Penny and a Nicole)
12. Boire ou conduire (Drinking and Driving)
13. Les Fantômes (Ghosts)

### Quatrième saison (2020)
Note : Pour les informations de renouvellement voir la section Production.
Elle a été diffusée sur le service PopTV chaque semaine tous les mardis à partir du 24 mars 2020. À cause de la pandémie de coronavirus, le tournage de la saison est mis en pause après le sixième épisode de la saison.
1. Cocher les cases (Checking Boxes)
2. Économiser des centimes (Penny Pinching)
3. Limites (Boundaries)
4. Au fil d'Halloween (One Halloween at a Time)
5. Parfait (Perfect)
6. Super lune (Supermoon)
7. titre inconnu (The Politics Episode)

## Distinctions
Sauf indication contraire, les informations mentionnées dans cette section peuvent être confirmées par la base de données cinématographiques IMDb,  présente dans la section « Liens externes ».

### Récompenses
- Imagen Awards 2017 :
  - Meilleure actrice de télévision pour Justina Machado
  - Meilleure actrice de télévision dans un second rôle pour Isabella Gomez
  - Meilleure série télévisée comique
- Imagen Awards 2018 :
  - meilleure actrice de télévision pour Justina Machado
  - meilleure série comique

### Nominations
- Gold Derby Awards 2017 : Meilleure actrice dans un second rôle dans une série télévisée comique pour Rita Moreno
- Imagen Awards 2017 : Meilleure actrice de série télé dans un second rôle pour Rita Moreno
- Online Film and Television Association 2017 :
  - Meilleure série télévisée comique
  - Meilleure actrice dans une série télévisée comique pour Justina Machado
  - Meilleure actrice dans un second rôle dans une série télévisée comique pour Rita Moreno
  - Meilleure distribution pour une série télévisée comique
  - Meilleure réalisation dans une série télévisée comique
- Primetime Emmy Awards 2017 : Meilleur montage à caméras multiples pour une série comique pour Patricia Barnett
- 8e cérémonie des Critics' Choice Television Awards 2018 : meilleure actrice dans un second rôle dans une série télévisée comique pour Rita Moreno
- GLAAD Media Awards 2018 : Meilleure série comique
- Imagen Awards 2018 :
  - meilleure actrice de télévision dans un second rôle pour Rita Moreno
  - meilleure actrice de télévision dans un second rôle pour Isabella Gomez
  - meilleur jeune acteur pour Marcel Ruiz
- 70e cérémonie des Primetime Emmy Awards 2018 : Meilleur montage à caméras multiples pour une série comique pour Patricia Barnett
- 44e cérémonie des People's Choice Awards 2018 : reboot favori
- Television Critics Association Awards 2018 : meilleure série comique
- 9e cérémonie des Critics' Choice Television Awards 2019 :
  - meilleure série comique
  - meilleure actrice dans une série télévisée comique pour Justina Machado
  - meilleure actrice dans un second rôle dans une série télévisée comique pour Rita Moreno
- Imagen Awards 2019 :
  - meilleure actrice de télévision pour Justina Machado
  - meilleure actrice de télévision dans un second rôle pour Rita Moreno
  - meilleure actrice de télévision dans un second rôle pour Isabella Gomez
  - meilleur jeune acteur pour Marcel Ruiz
  - meilleure série comique